# رشيد نورغالييف
رشيد غماروفيتش نورغالييف (بالروسية: Рашид Гумарович Нургалиев) هو ناشط سياسي روسي، يشغل منصب نائب سكرتير مجلس الأمن القومي. تولى منصب وزير الداخلية لروسيا الإتحادية من 9 مارس 2004 إلى 21 مايو 2012.

## حياته
ولد رشيد نورغالييف عام 1956 في مدينة جيتيغار بمقاطعة كوستاناي في جمهورية كازاخستان السوفيتية. وأنهى عام 1979 جامعة بيتروزافودسك الحكومية، وعمل بعد في اعوام 1979-1981 مدرساً للفيزياء في المدرسة الثانوية. واحيل عام 1981 إلى لجنة امن الدولة في جمهورية كاريليا السوفيتية ذاتية الحكم حيث ترقى إلى منصب رئيس قسم مكافحة الإرهاب. وخدم اعوام 1992 – 1994 في أجهزة امن الجمهورية تحت قيادة نيقولاي باتروشيف وزير الأمن في كاريليا آنذاك والذي ترقى فيما بعد إلى منصب رئيس هيئة الأمن في روسيا الاتحادية.
ونقل نورغالييف في عام 1995 إلى الجهاز المركزي لهيئة امن الدولة حيث عمل بمنصب كبير المستشارين في إدارة التنظيم والتفتيش للهيئة، وتولى عام 1998 رئاسة إدارة الرقابة العامة لدى الرئيس الروسي، ثم تولى عام 1999 منصب رئيس إدارة مكافحة تهريب المخدرات، وترقى إلى منصب نائب رئيس هيئة الأمن في روسيا.
وانتقل نورعلييف عام 2002 إلى وزارة الداخلية حيث شغل منصب النائب الأول لوزير الداخلية. ومن 31 ديسمبر 2003 تولى منصب وزير الداخلية بصفة مؤقته عقب اقالة بوريس غريزلوف.
عُين وزير الداخلية لروسيا الإتحادية في 9 مارس عام 2004.
وفي عام 2009 باشر نورعلييف باصلاح وزارة الداخلية الذي دعا إليه الرئيس دميتري مدفيديف. وغير تسمية الشرطة من الميليشيا إلى البوليس. وصار قانون الشرطة الذي تم تبنيه في فبراير/شباط عام 2011 اساسا للإصلاح. وجرت في اطار الإصلاح عملية إعادة تأكيد كفاءة رجال الشرطة. وانتهى اصلاح الشرطة الروسية في أغسطس/آب عام 2011.
تم إعفاء نورغالييف عن منصب وزير الداخلية في مايو/أيار عام 2012 بعد تولي دميتري مدفيديف رئاسة الحكومة الروسية.
تم تعيينه يوم 22 مايو/أيار عام 2012 بمقتضى المرسوم الرئاسي نائبا لسكرتير مجلس الأمن القومي الروسي.